# Predore
Predore és una comune (municipi) dins la Província de Bergamo en la regió italiana de Lombardia, localitzada aproximadament a 70 quilòmetres al nord-est de Milà i aproximadament a 25 quilòmetres a l'est de Bergamo. El 31 desembre de 2004, tenia 1,837 i una àrea d'11.6 quilòmetres quadrats.
Predore limita amb els municipis següents: Iseo, Sarnico, Tavernola Bergamasca, Viadanica, Vigolo.

## Evolució demogràfica

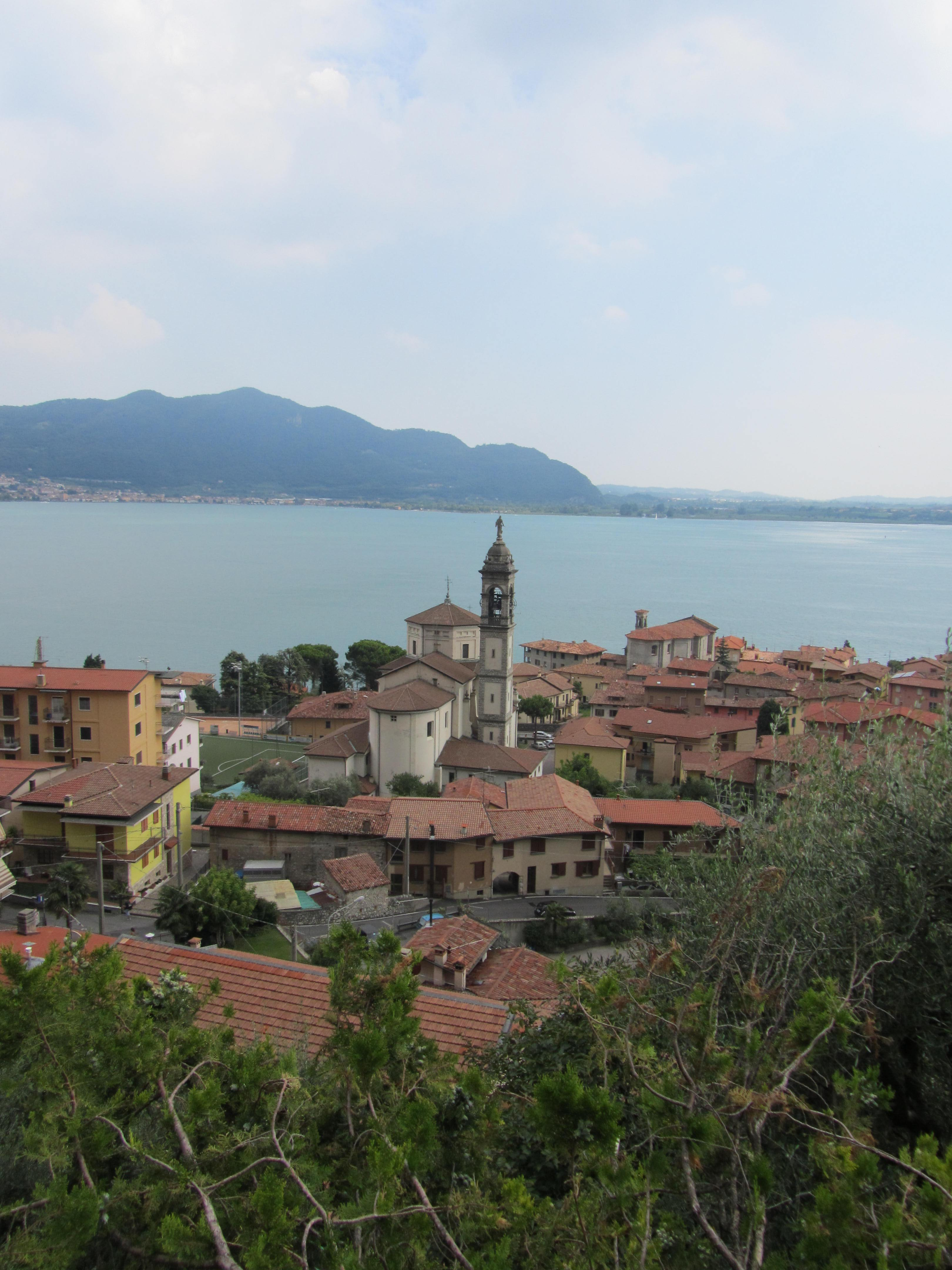